# Romoaldo Guidi

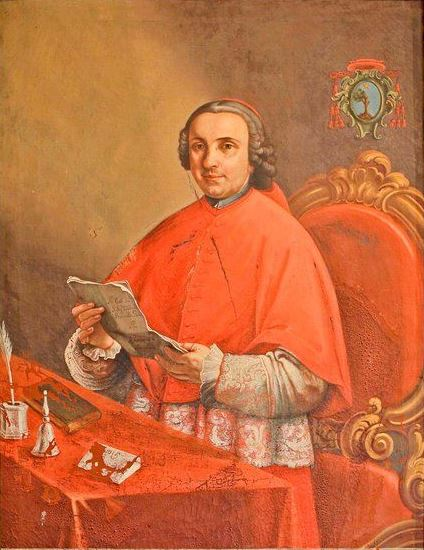
Kardinal Romoaldo Guidi

Romoaldo Guidi (* 5. Februar 1722 in Cesena; † 23. April 1780 in Rom) war Kardinal der Römischen Kirche.

## Leben
Romoaldo Guidi wurde als ältestes von sechs Kindern des Costantino Guidi, Marquis von Montevecchio und Graf von Sambucheto, und dessen Ehefrau Caterina di Pasio Belmonti, einer aus Rimini stammenden Adligen, in Cesena geboren. Seine standesgemäße Ausbildung erhielt er in seiner Heimatstadt, danach trat er 1751 in den Dienst des Heiligen Stuhls.
Seit dem 26. September 1766 Sekretär der Kongregation zur Verwaltung des Kirchenstaates, erhob ihn Papst Pius VI. am 1. Juni 1778 zum Kardinal und wies ihm am 20. Juli 1778 als Kardinaldiakon die Titeldiakonie San Giorgio in Velabro zu. Die Weihe zum Subdiakon empfing er am 22. März 1779.
Kardinal Guidi starb nach kurzer Krankheit und wurde in seiner Titeldiakonie San Giorgio in Velabro beigesetzt. Seine Familie ließ am 10. Juni 1780 ein Seelenamt für ihn abhalten, bei dem der Anwalt Tommaso Lacchini, ein Adeliger und Professor aus Cesena, eine Ansprache hielt; diese erschien kurz darauf im Druck.